# Szojuz T–6

## Küldetés
A háromszemélyes (T = oroszul: Transzportnij [szállító]) űrhajóban űrruhában is elférnek a program résztvevői. 1982. június 24-én indították a Gagarin Űrközpontból. Az űrhajó szállította a nemzetközi legénységet a Szaljut–7 űrállomásra. Az űrállomást megközelítve, technikai okok miatt kézi vezérléssel hajtották végre a dokkolást. Az űrállomáson elvégezték a közös szovjet–francia kutatási programot. 1982. július 2-án Arkalik városától 65 kilométerre érkezett vissza a Földre. 7 napot, 21 órát és 50 percet töltött a világűrben.

## Személyzet
- Vlagyimir Alekszandrovics Dzsanyibekov az űrhajó parancsnoka
- Alekszandr Szergejevics Ivancsenkov fedélzeti mérnök
- Jean-Loup Chrétien kutatópilóta

### Tartalék személyzet
- Leonyid Gyenyiszovics Kizim tartalék űrhajó parancsnoka
- Vlagyimir Alekszejevics Szolovjov  tartalék űrhajó fedélzeti mérnöke
- Patrick Baudry tartalék kutatópilóta

## Külső hivatkozások
- German Szemjonovics Arzamazov. spacefacts.de. (Hozzáférés: 2012. március 20.)

| Elődje: Szojuz T–5 | Szojuz-program 1979–1986 | Utódja: Szojuz T–7 |